# Coppa dell'Imperatore 1976
La Coppa dell'Imperatore 1976 è stata la cinquantaseiesima edizione della coppa nazionale giapponese di calcio.

## Formula
Vengono confermati formato e criteri di ammissione alla competizione, con 26 squadre ai nastri di partenza.

## Squadre partecipanti
Japan Soccer League
- Mitsubishi HI
- Hitachi
- Yanmar Diesel
- Fujita Kogyo
- Furukawa Electric
- Nippon Steel
- Toyota Motors
- Toyo Kogyo
- Nippon Kokan
- Eidai

Squadre regionali
- Chūō Daigaku (Kantō)
- Dainichi Densen (Kansai)
- Fukuoka Daigaku (Kyūshū)
- Gonohe Yakuba (Tohoku)
- Honda Motor (Tokai)
- Hokkaido University (Hokkaidō)
- Kyoto Shiko (Kansai)
- Niigata 11 (Koshinetsu)
- Teijin Matsuyama (Shikoku)
- Nihon Daigaku (Kantō)
- Waseda Daigaku (Kantō)
- Sapporo University (Hokkaidō)
- Tanabe Pharma (Kansai)
- Yamaguchi Teachers (Chūgoku)
- Yamaha Motors (Tokai)
- Yanmar Club (Kansai)
- Yomiuri (Kantō)

## Date
| Turno            | Data                |                 |
| ---------------- | ------------------- | --------------- |
| Primo turno      | 12 dicembre 1976    |                 |
| Secondo turno    | 18-19 dicembre 1976 |                 |
| Quarti di finale | 26 dicembre 1976    |                 |
| Semifinali       | 30 dicembre 1976    |                 |
| Finale           | 1º gennaio 1977     | 1º gennaio 1977 |

## Risultati

### Primo turno
| Squadra 1          | Risultato      | Squadra 2       |
| ------------------ | -------------- | --------------- |
| Fukuoka Daigaku    | 2 - 1          | Tanabe Pharma   |
| Nippon Kokan       | 1 - 3          | Yomiuri         |
| Teijin Matsuyama   | 0 - 4          | Toyo Kogyo      |
| Yamaguchi Teachers | 0 - 2          | Kyoto Shiko     |
| Nihon Daigaku      | 0 - 2          | Yamaha Motors   |
| Chūō Daigaku       | 2 - 0 (d.t.s.) | Gonohe Yakuba   |
| Yanmar Club        | 2 - 1          | Honda Motor     |
| Fujita Kogyo       | 5 - 0          | Dainichi Densen |
| Niigata 11         | 1 - 4          | Toyota Motors   |
| Sapporo University | 0 - 6          | Waseda Daigaku  |

### Secondo turno
| Squadra 1      | Risultato          | Squadra 2         |
| -------------- | ------------------ | ----------------- |
| Yanmar Diesel  | 5 - 2              | Fukuoka Daigaku   |
| Yomiuri        | 1 - 2              | Toyo Kogyo        |
| Eidai          | 2 - 0              | Kyoto Shiko       |
| Nippon Steel   | 3 - 3 (3-2 d.c.r.) | Yamaha Motors     |
| Hitachi        | 2 - 0              | Chūō Daigaku      |
| Yanmar Club    | 0 - 2              | Furukawa Electric |
| Fujita Kogyo   | 3 - 0              | Toyota Motors     |
| Waseda Daigaku | 0 - 1              | Mitsubishi HI     |

### Quarti di finale
| Squadra 1     | Risultato | Squadra 2         |
| ------------- | --------- | ----------------- |
| Yanmar Diesel | 2 - 1     | Toyo Kogyo        |
| Eidai         | 0 - 1     | Nippon Steel      |
| Hitachi       | 2 - 3     | Furukawa Electric |
| Fujita Kogyo  | 2 - 0     | Mitsubishi HI     |

### Semifinali
| Squadra 1         | Risultato | Squadra 2    |
| ----------------- | --------- | ------------ |
| Yanmar Diesel     | 1 - 0     | Nippon Steel |
| Furukawa Electric | 3 - 0     | Fujita Kogyo |

### Finale
| Tokyo 1º gennaio 1976 | Yanmar Diesel | 1 – 4 | Furukawa Electric | National Stadium |

| Yanmar Diesel   |    |                    |  |          |
|                 |    |                    |  |          |
| P               | 21 | Teruhisa Kakiuchi  |  |          |
| D               | 13 | Hiroshi Sakano     |  |          |
| C               | 5  | George Kobayashi   |  |          |
| D               | 3  | Masahiro Hamatama  |  |          |
| D               | 12 | Toshio Mizuguchi   |  |          |
| C               | 8  | Daishirō Yoshimura |  |          |
| C               | 4  | Yuji Matsumura     |  |          |
| A               | 6  | Yukio Ohata        |  | Uscita   |
| A               | 7  | Hiroji Imamura     |  |          |
| A               | 9  | Kunishige Kamamoto |  |          |
| A               | 10 | Hiroshi Abe        |  |          |
| A disposizione: |    |                    |  |          |
| A               | 20 | Kazuo Uenishi      |  | Ingresso |
| Allenatore:     |    |                    |  |          |
| Kenji Onitake   |    |                    |  |          |

| Furukawa Electric |   |                  |        |                   |
|                   |   |                  |        |                   |
| P                 | - | Chōei Satō       |        |                   |
| D                 | - | Shigemi Ishii    |        |                   |
| D                 | - | Eijun Kiyokumo   |        |                   |
| D                 | - | Kōzō Arai        |        |                   |
| D                 | - | Moichi Kiguchi   |        |                   |
| C                 | - | Akio Tanabe      |        |                   |
| C                 | - | Takashi Kuwahara |        |                   |
| C                 | - | Koichi Susa      |        |                   |
| A                 | - | Yoshikazu Nagai  |        |                   |
| A                 | - | Osamu Kawamoto   | Uscita |                   |
| A                 | - | Yasuhiko Okudera |        |                   |
| A disposizione:   |   |                  |        |                   |
| C                 | - | Tadahisa Onizuka |        | Ingresso · Uscita |
| C                 | - | Kaoru Tokita     |        | Ingresso          |
| Allenatore:       |   |                  |        |                   |
| Aritatsu Ogi      |   |                  |        |                   |